# Merénylet Donald Trump ellen
2024. július 13-án Donald Trump, az Egyesült Államok 45. elnöke és a Republikánus Párt feltételezett jelöltje a 2024-es elnökválasztásra, túlélt egy merényletet, miután meglőtték a jobb fülét egy kampányeseményen Butler közelében, Pennsylvania államban.
Az elkövető a 20 éves Thomas Matthew Crooks volt, aki republikánus szavazóként volt regisztrálva, de Joe Biden beiktatása napján adományozott az ActBlue szervezetnek is. Szemtanúk és a hatóságok szerint Crooks az esemény területén kívülről, egy háztetőről lőtt a volt elnökre, egy AR–15 típusú félautomata fegyverrel, mielőtt a Titkosszolgálat lelőtte volna.
Miután meglőtték, Trump lebukott a pódium mögé és szinte azonnal körülvették őt a titkosszolgálat emberei. Ezt követően felállt, a füle vérzett, többször is magasba emelte öklét és követői felé kiabált, mielőtt eltávolították volna a színpadról. Ezt követően kórházba szállították és kisebb sérülésekkel elengedték, New Jerseybe utazott. Két nappal később jelent meg először, a 2024-es Republikánus Nemzeti Gyűlésen, ahol a párt megválasztotta jelöltjének.
Az eseményen résztvevő emberek egyike meghalt, az 50 éves tűzoltó, Corey Comperatore, míg ketten (David Dutch és James Copenhaver) súlyosan megsérültek.
A lövöldözést merényletként nyomozzák, az első alkalom, hogy egy elnök vagy volt elnök megsérült egy merényletben, mióta 1981-ben meglőtték Ronald Reagant és az első alkalom, hogy egy elnökjelölt ellen merényletet követtek el 1972 óta, mikor George Wallace-ra lőttek rá. 2016-ban is megkísérelték megölni az akkor elnökjelölt Trumpot Las Vegas-ban, de az elkövető, Michael Steven Sandford, nem tudott fegyverhez jutni az eseményen.

## Háttér
Donald Trump a Republikánus Párt elnökjelöltje a 2024-es amerikai elnökválasztásra.
2024. július 5-én bejelentették, hogy Trump kampányeseményt fog rendezni a Butler Farm Show Grounds területén, Butler közelében július 13-án. Az állam 19 elektori szavazattal rendelkezik és a 2024-es választás egyik kulcsfontosságú államának tekintették. A Butler megyei republikánus bizottság elnöke szerint a résztvevők száma nagyjából 50 ezer lehetett. Mike Kelly amerikai képviselő azt mondta, hogy megpróbálta rávenni az elnököt, hogy egy nagyobb helyszínen rendezzék meg az eseményt, mint a Butler Farm Show Grounds, hogy nagyobb közönség is megtekinthesse. A lövöldözés két nappal a 2024-es Republikánus Nemzeti Gyűlés kezdete előtt történt.
Az esemény résztvevőit átvilágították, fegyverek bevitele a helyszínre tilos volt. A titkosszolgálat gyakran átfésüli az eseményhez közeli épületeket, még azokat is, amik a biztonsági ellenőrzéseken kívül fekszenek. A kampánygyűlésen négy különböző mesterlövész-csapat volt jelen, kettő a helyi hatóságoktól és kettő a titkosszolgálattól. A pennsylvaniai állami rendőrség is játszott szerepet az esemény biztosításában, az Szövetségi Nyomozóirodának (FBI) nem volt információja semmilyen veszélyről. A merényletet megelőző hetekben Trump védettségét megemelték, hiszen voltak információk, hogy Irán kormánya tervezte megölni a volt elnököt, bár a két tervnek egymáshoz nem volt köze.

## A merénylet

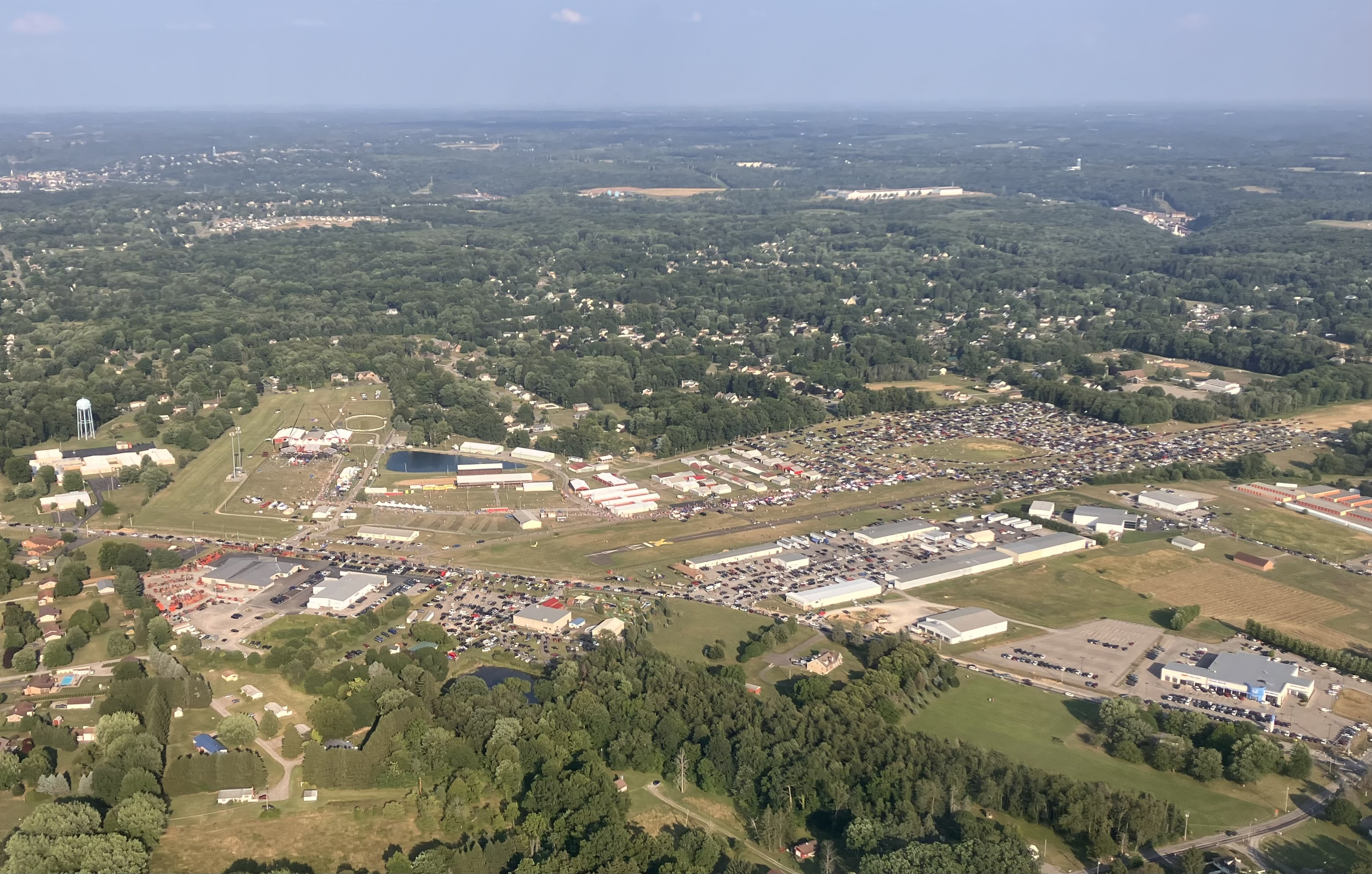
A merénylet helyszíne az esemény napján

Trumpot 18:11 (EDT) körül lőtték meg egy kampányesemény közben. Hat perccel beszéde megkezdése után Crooks nyolc lövést adott le egy AR–15 stílusú fegyverrel az esemény helyszíne felé. Crooks nem esett át biztonsági ellenőrzéseken, mert a rendezvény területén kívül volt, egy pajta tetején, nagyjából 120 méterre északra az elnökjelölttől. A titkosszolgálat egyik mesterlövésze ölte meg, szinte azonnal a lövöldözés után.
Az egyik lövés az elnökjelölt jobb fülét érte, amit követően lebukott, a titkosszolgálat emberi szinte azonnal körülvették és pajzsként védték a volt elnököt. Azt követően, hogy 25 másodpercet a földön töltött, felállt és látható lett a vérzés az arca jobb oldalán, kijelentette a titkosszolgálat emberinek, hogy szüksége volt a cipőjére, majd az ég felé emelte öklét és a közönség felé kiabált, amire a követői „USA!” kiáltásokkal válaszoltak. Ezt követően egy autóba helyezte a titkosszolgálat és kórházba szállították. A közönség három tagját is érte lövés, az egyikük meghalt, a másik kettő súlyosan megsérült.

## Az áldozatok
Trump mellett három férfit lőttek meg, Corey Comperatore (50 éves) volt az egyetlen, aki meghalt. Comperatore mérnökként dolgozott és ezek mellett önkéntes tűzoltó is volt. Josh Shapiro kormányzó és családja szerint feleségét és lányait próbálta védeni, mikor meglőtték.
A két másik férfi, akit meglőttek súlyosan megsérültek. Az egyik a 74 éves James Copenhaver, a másik az 57 éves David Dutch volt. Mindketten egy napot töltöttek kórházban. Ronny Jackson képviselő szerint egy lövedék súrolta unokaöccse nyakát.

## Az elkövető
A merénylet elkövetője a 20 éves Thomas Matthew Crooks volt. Crooks Bethel Park településéről származott, ami nagyjából egy óra autó útra található az merénylet helyszínétől. 2022-ben végzett a Bethel Park Középiskolában, nem szerepelt bűnügyi nyilvántartásban.
Crooks egy regisztrált republikánus szavazó volt, aki 2021. január 20-án egyszer 15 dolláros támogatással járult hozzá egy kampányhoz az ActBlue demokrata weboldalon keresztül. A 2022-es pennsylvaniai választásokon szavazott. Az elkövetőről készített fényképeken lehetett látni, hogy egy pólót viselt a Demolition Ranch YouTube-csatorna logójával, ami egy népszerű, fegyverekkel foglalkozó tartalomgyártó.
A merénylet indoka nem ismert.

## Összeesküvés-elméletek
Hamis információk és összeesküvések gyorsan terjedtek a merényletről az azt követő napokban.
A The Washington Post újságírója, Taylor Lorenz, azt írta, hogy „Ahogy egyre több amerikai elveszti bizalmát a mainstream intézményekben és influenszerekhez fordul információért, szakértők szerint egyre gyakoribbak a szélsőbaloldali összeesküvés-elméletek, ami azt mutatja, hogy a valóság görbítése már nem csak a jobboldalon történik.” A BBC News szakértője, Marianna Spring szerint „az igazi változás az, hogy ezt a nyelvezetet a mindennapi közösségi-média felhasználók is használják,” nem csak a szélsőségesek, és a legnépszerűbb hamis posztok általában olyan személyektől születtek, akik „gyakran osztják meg Trump-ellenes nézeteiket.” Az MIT szakértője Adam Berinsky azt mondta, hogy az elméletek terjedése csak még jobban bemutatja a politikai ellentéteket az országon belül.
Az NBC News szerint a Twitteren percekkel a merénylet után elkezdtek terjedni az összeesküvés elméletek. A The Telegraph szerint az elképzelés, hogy a merénylet megrendezett volt, igazából nem történt meg, 600 millió megtekintést szerzett botok segítségével. A The Atlantic szerint szélsőbaloldali fiókok gyakran posztoltak összeesküvés-elméleteket egy „hamis zászló” műveletről, ami a „Blue Anon” gúnynevet kapta, a szélsőjobboldali QAnon összeesküvés-elmélet alapján. Az elmélet szerint a merénylet célja Trump választási esélyeinek javítása volt. Szélsőjobboldali összeesküvés-elméletek szintén születtek, az Antifa szó a Twitter felkapott szekciójában első helyet foglalt el, miután egy poszt a platformon hamisan az elkövetőt egy „népszerű Antifa-aktivista,” Mark Violets néven azonosította, egy olasz labdarúgással foglalkozó vlogger képét használva. A CBS News szerint egyes felhasználók azt az elméletet terjesztették, hogy tudatosan kevesebb titkosszolgálati ügynök volt a helyszínen, amit a szolgálat tagadott.

## Fordítás
Ez a szócikk részben vagy egészben  az   Attempted assassination of Donald Trump című angol Wikipédia-szócikk ezen változatának fordításán alapul.  Az eredeti cikk szerkesztőit annak laptörténete sorolja fel. Ez a jelzés csupán a megfogalmazás eredetét és a szerzői jogokat jelzi, nem szolgál a cikkben szereplő információk forrásmegjelöléseként.